# Schwarzbrot in Thailand
Schwarzbrot in Thailand ist ein deutscher Fernsehfilm. Die Erstausstrahlung erfolgte am 3. November 2017 bei Das Erste.

## Handlung
Tanja und Ottmar, ein Rentnerehepaar, haben ihre Bäckerei ihrer Tochter übertragen und wollen ihren Ruhestand im thailändischen Badeort Pattaya verbringen. Während Tanja an Land und Leuten interessiert ist, fehlt Ottmar die Arbeit. In der Stadt lernt er den Deutschen Max kennen, der ihm ein interessantes Geschäft vorschlägt: Man könne eine Bäckerei speziell mit deutschen Backwaren anbieten, auch ein leeres Ladengeschäft stehe schon bereit. Bei einem Treffen teilt Max mit, dass der Laden schnellstmöglich gekauft werden müsse. Ottmar unterschreibt daraufhin einen Vertrag bei einem Anwalt.
Als Ottmar seiner Frau den Laden zeigen will, passen die Schlüssel nicht ins Schloss und unter Max’ Telefonnummer gibt es keinen Anschluss. Mit seiner Unterschrift hatte Ottmar dem Betrüger Max eine Bankvollmacht erteilt, das Vermögen ist nun weg und Ottmar verzweifelt. Auch seine Frau distanziert sich von ihm. Sie sieht keine Gemeinsamkeiten mehr zwischen ihnen und folgt einer Pflegerin in ein Dorf im Dschungel.
Zusammen mit der Aussteigerin Becky folgt Ottmar in jenes Dorf. Da Becky unerwartet verstirbt wird eine Feuerbestattung zelebriert. Der demenzkranke ehemalige Richter Lobinger kann sich an eine Klausel erinnern, nachdem eine familienferne Person nur 40.000 Euro einziehen darf. Ein Jahr später ist das Paar wieder glücklich zusammen und Ottmar hat eine Nebentätigkeit als Bäcker in einem deutschen Biergarten in Pattaya angenommen.

## Kritik
„Der Film lebt vor allem vom Spiel von Marie Gruber als Tanja und Veit Stübner als Ottmar. Man nimmt ihren Figuren ab, dass sie ein gemeinsames Leben geführt haben, in dem kaum Zeit für Zweisamkeit war. Das drückt sich in Dialogen aus, die zwar nicht preisverdächtig sind, aber auch nicht so überakzentuiert, wie man es aus vielen Fernsehproduktionen kennt. Aus dieser zurückhaltenden Lebendigkeit entstehen mitunter rührende, leise Szenen. Dass der Film nicht auf ein flaches Happy End zusteuert, zeichnet ihn obendrein aus.“